# Cándida Jiménez Huelva
Cándida Jiménez Huelva o Cándida Huelva Jiménez (Luanda, Angola, Imperio portugués, 2 de mayo de 1845–El Puerto de Santa María, Cádiz, España, 22 de enero de 1951), conocida como Cándida «La Negra»  fue una mujer esclava liberada que vivió la mayor parte de su vida en El Puerto de Santa María. Está considerada la última esclava conocida en Andalucía, y una de las últimas en España.

## Biografía
Cándida Jiménez Huelva nació esclava en Luanda, en la colonia portuguesa de Angola. En los años 50 del siglo XIX, viajaba en un barco de tráfico de esclavos probablemente con destino a La Habana. A pesar de que formalmente el Imperio español había abolido la esclavitud en su territorio en 1837, esta norma excluía a Puerto Rico y Cuba, donde siguió siendo legal hasta 1873 y 1886. De forma similar, la esclavitud siguió siendo legal en las colonias portuguesas hasta 1869. A su paso por la bahía de Cádiz, el barco en que Cándida se encontraba retenida naufragó debido a una tempestad. Tras ello, fue encontrada por un campesino de El Puerto, que la acogería en su casa de la calle Lenchería, 5, donde Cándida residiría el resto de su vida. Allí se emparejó con un hombre gitano del pueblo. Adquirió una gran popularidad en el pueblo, en parte por ser la única persona negra que vivía en él en la época de su llegada. Su presencia en la cultura popular de El Puerto se refleja en los testimonios entre los años 20 y 50 del siglo XX acerca de como algunos padres decían a sus hijos «Duérmete ya, que viene Cándida "La Negra"» para que se fueran a dormir.

## Reconocimientos
En 2021 el Ayuntamiento de Tarifa aprobó una declaración institucional por la memoria afro-andaluza, que recordaba de forma explícita a Cándida Jiménez Huelva y su historia. En 2018 el autor Joaquín García Romeu publicó La última negra, que recreaba la vida de Cándida. En 2019 la artista María Bueno abordó su historia como parte del proyecto «FridAfro: mi herencia africana».